# 토르조크

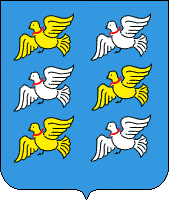
시 문장

토르조크(러시아어: Торжо́к)는 러시아 트베리 주 중부에 위치한 도시로, 인구는 48,967명(2002년 기준)이다. 트베르차 강과 접하며 트베리(트베르 주의 주도)에서 서쪽으로 60km 정도 떨어진 곳에 위치한다.
1139년 연대기에 처음 등장했고 1775년 시로 승격되었다.